# Wash (faraón)

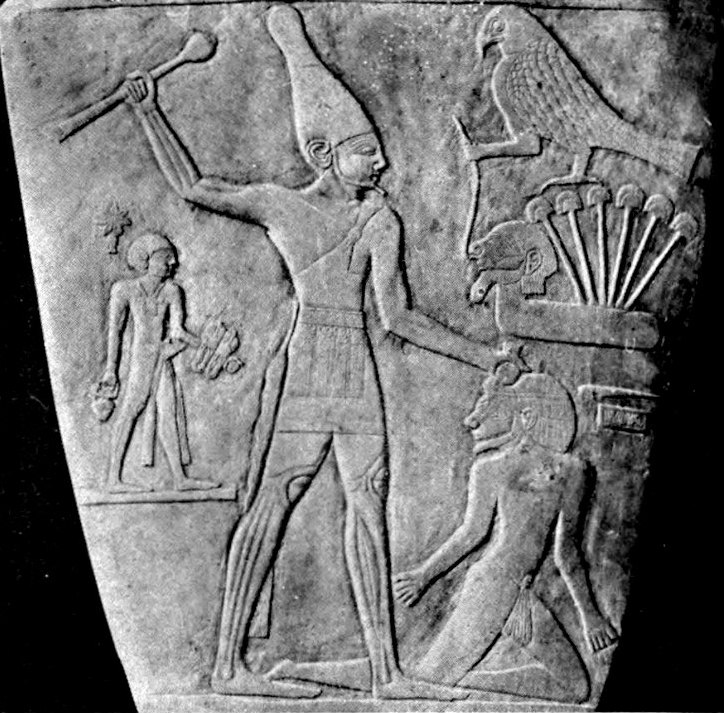
El Rey Narmer derrota a Wash, Paleta de Narmer.

Wash fue un posible faraón del Período Predinástico en el Antiguo Egipto. Como Wash es solo conocido por su aparición del faraón Narmer en la paleta del mismo nombre, se cuestiona su existencia.
| T21 · N37 |

| T21 · N37 |

## Fondo histórico
La existencia histórica de Wash es incierta. Un objeto de limolita en el que aparece fue descubierto por James E. Quibell. Se encontró en la plataforma durante la temporada de excavación de 1897-1898 en el Templo de Horus en Nekhen. El personaje que se ha intentado relacionar con Wash muestra a un cautivo arrodillado, "de apariencia no egipcia", a punto de ser golpeado por la figura mucho más grande de Narmer.
Si Wash fue una figura histórica, pudo haber sido el último gobernante de una dinastía del Bajo Egipto con sede en Buto. De hecho, la fama de Narmer se basa en ser el faraón del Alto Egipto que derrotó al último gobernante del Bajo Egipto y unificó Egipto. Sin embargo, en lugar de registrar este acontecimiento histórico, la paleta puede simplemente representar una alegoría de la excelencia y el derecho de mando de Narmer, como propaganda del nuevo estado.